# Ruaidhrí mac Toirdhealbhaigh
 Ruaidhrí mac Toirdhealbhaigh Ua Conchobair  (mort le 25 novembre 1384)  est  roi de Connacht de 1368 à sa mort.

## Origine
Ruaidhrí mac Toirdhealbhaigh est le fils cadet de Toirdelbach mac Aeda Ua Conchobair dont la lignée dispute le trône de Connacht aux descendants de Felim mac Aeda Ua Conchobair.

## Règne
En 1368 il  accède au trône en succédant à  son cousin Aodh mac Feidhlimidh le fils de Felim mac Aeda Ua Conchobair. La même année il capture par trahison Tadg mac Magnus mac Cathail mac Domnaill Ua Conchobar dans s sa forteresse de Ardakillin. Il remet son prisonnier à Domnall mac Muirchertach Ua Conchobair qu le tue de ses propres mains dans le château de Sligo après trois années de captivité
En 1377 une grande guerre éclate entre Ruaidri et Mac Diarmata roi de Moylurg dont la place forte est brûlée ainsi que les réserves de grains et les bâtiments. Il y a de nombreuses victimes des deux côtés et ils sont contraints de conclure la paix. Mac Diarmata reçoit lors de l'accord conclu des compensations pour les dommages causés. La même année Ruaidri remporte une bataille à Roscommon contre les MacWilliam Burke et Maolscheachlainn mac Uilliam Buidhe O'Ceallaigh roi d'Uí Maine. Dans le combat périssent Richard Burke, Domnall mac Cathail Óg Ua Conchobair, Tadg Óg mac Tagd O'Ceallaigh et O' Mainnin ainsi que Mac Dubgaill le Gallowglass fils de Niall Caem.
Ruaidri meurt de la peste lors de la nuit de la fête de Sainte Catherine en hiver après avoir régné sur la totalité du Connacht pendant seize année et trois mois ; Après la disparition de Ruaidhri deux rois sont simultanément institués: d'une part Toirdhealbhach Ruadh mac Aodha meic Feidhlimidh  soutenu par Marc Diarmata (Mac Dermott) roi de Moylurg, les O'Ceallaigh roi  d'Uí Maine et les Bourke de Mayo et d'autre part Toirdhealbhach Óg Donn mac Aodha meic Toirdhealbhaigh  installé  par , le Clanricard ,les Mac Donagh les Ó Connor Sligo, Domnall mac Muichertach Ua Conchobar et le Clan Donnchada; Un conflit général éclate alors dans le Connacht il se soldera par une partition définitive du royaume entre les Ua Conchobair Ruad et les Ua Conchobair Donn.

## Postérité
Ruaidhrí mac Toirdhealbhaigh  est le père de :
- Cathal mac Ruaidhrí Ua Conchobair (mort en 1439) roi de Connacht (1406-1439)
- Eóghan (mort en 1421) père Tadgh mac Eóghain Ua Conchobair Donn (1474-1476).

## Sources
- (en) T.W Moody, F.X. Martin et F.J. Byrne, A New History of Ireland IX Maps, Genealogies, Lists. A companion to Irish History part II, Oxford, Oxford University Press, 2011, 690 p. (ISBN 978-0-19-959306-4).
- (en) Richard Killen, A Timeline of Irish History, Dublin, Gill & Macmillan, 2003 (ISBN 07171-3484-9).
- (en) Goddard Henry Orpen Ireland under the Normans Oxford at the Clarendon Press, 1968, vol. I à vol. IV
- (en) Art Cosgrove, A New History of Irland, Volume II  Medieval Ireland 1169-1534, Oxford, Oxford University Press, 2008, 1066 p. (ISBN 978-0-19-953970-3, lire en ligne), p. 576-579 chapitre XX Ireland beyond Pale 1399-1460 :   Connacht: O’ Conchobhair Donn versus O’ Conchobhair Ruadh